# Мокрая Сабля
Мокрая Сабля (в низовье Сабля) — река в России, протекает по Ставропольскому краю. Устье реки находится в 71 км от устья реки Мокрый Карамык по левому берегу. Длина реки составляет 46 км, площадь водосборного бассейна — 350 км².
Берёт начало из родника в лесном массиве западнее села Круглолесское. На реке расположено Саблинское водохранилище.
Населённые пункты от истока к устью: село Круглолесское, Петровка, Новокавказский, Саблинское.

## Притоки
- В 8,1 км от устья, по правому берегу реки впадает река Сухая Сабля[3].
- В 33 км от устья, по левому берегу реки впадает река Большая Вонючка[3].
- По правому берегу реки впадает река Разлив[5].

## Данные водного реестра
По данным государственного водного реестра России относится к Западно-Каспийскому бассейновому округу, водохозяйственный участок реки — Кума от Отказненского гидроузла до города Зеленокумск. Речной бассейн реки — Бессточные районы междуречья Терека, Дона и Волги.
Код объекта в государственном водном реестре — 07010000712108200002078.